# Antonio Bassi
Antonio Bassi (Trani, 13 novembre 1889 – Trani, 27 luglio 1965) è stato uno scultore italiano.

## Biografia
Figlio dello scultore Nicola Bassi e di Anna Guarini, compie il suo apprendistato prima a Roma, poi in Germania e in Austria. Le esperienze giovanili segnano la produzione artistica successiva, che viene influenzata dall'espressionismo e dalla Secessione viennese: i modelli artistici di riferimento richiamano tra gli altri Gustav Klimt e Franz von Stuck. Costante è anche l'influenza dei modelli classici, in particolare nel disegno dei nudi.
Prende parte alla prima guerra mondiale come ufficiale del 154º fanteria e nel maggio 1917 viene gravemente ferito Castagnevizza nella decima battaglia dell'Isonzo. Ciò non gli impedisce di esporre nello stesso anno diverse opere alla I mostra d'Arte Pugliese a Bari. In seguito si dedica alle commesse pubbliche, agevolato dalla vicinanza al fascismo: è infatti segretario del Fascio di Trani e membro della federazione provinciale. Realizza monumenti pubblici, oltre che a Trani, in molti altri comuni pugliesi e lucani (Mola di Bari, Ortanova, Candela, Ginosa, Martina Franca, Sammichele di Bari e Bernalda) anche a Pavia e Como, comune del quale ottiene anche la cittadinanza onoraria.
La militanza tuttavia non gli risparmia, il 18 settembre 1944, di essere tra i 54 ostaggi presi dai militari tedeschi a Trani per rappresaglia dopo l'uccisione di due soldati durante un'azione di guerriglia. In quel frangente, forte della conoscenza del tedesco negozia presso il comando la liberazione sua e degli altri ostaggi: la sua iniziativa, supportata dal podestà Giuseppe Pappolla e dall'arcivescovo Francesco Petronelli è ritenuta decisiva per la positiva risoluzione della vicenda.
Gli anni del conflitto lo ispirano nella scelta dei soggetti, sempre più rappresentativi delle vittime sociali della guerra. Nel dopoguerra si dedica prevalentemente alla committenza privata. Muore nel 1965.

## Opere principali
- Monumento ai Caduti a Ginosa 1922)
- Monumento ai Caduti a Trani (villa comunale, 1923)
- statua dell'Immacolata (Trani, piazza della Libertà)
- gruppi scultorei della fontana monumentale in onore ai caduti della prima guerra mondiale (Mola di Bari, 1932)[5]
- lapide ad Antonio Piccinni (Trani)
- medaglioni attorno al monumento a Bovio (Trani)
- statua della Madonna delle Grazie (San Giovanni Rotondo, 1959)